# Kawachinagano
Kawachinagano (河内長野市, Kawachinagano-shi) est une municipalité ayant le statut de ville dans la préfecture d'Osaka, au Japon.

## Géographie

Kawachinagano au sein de la préfecture d'Osaka.

### Localisation
Kawachinagano est située à l'extrême sud-est de la préfecture d'Osaka.

### Démographie
En mars 2024, la population de Kawachinagano s'élevait à 98 786 habitants, répartis sur une superficie de 109,63 km2.

## Histoire
La ville de Kawachinagano est créée le 1er avril 1954 de la fusion du bourg de Nagano et des villages de Mikkaichi, Kawakami, Amami, Kagata et Takō.

## Culture locale et patrimoine
- Château d'Eboshigata

### Bâtiments religieux

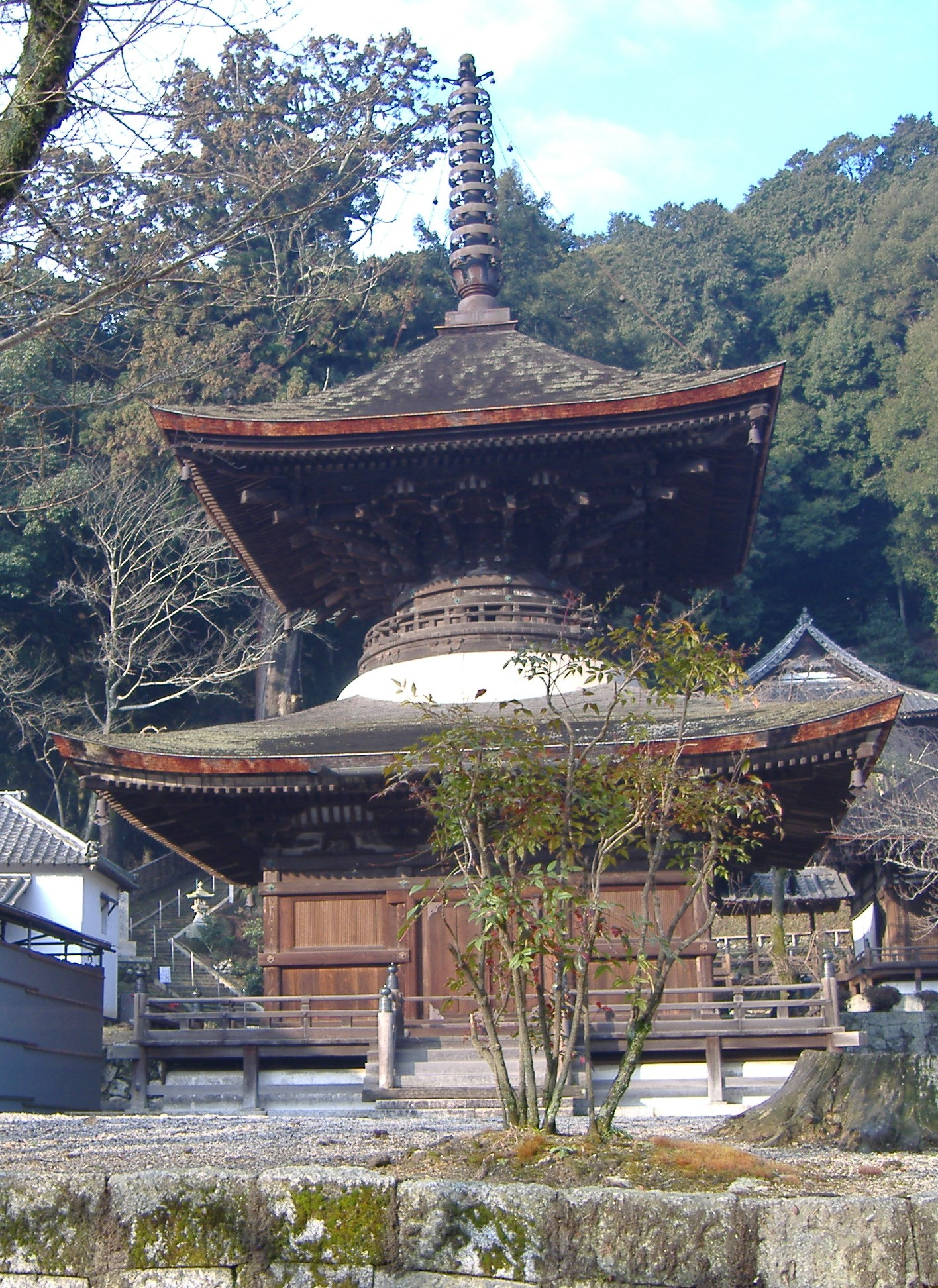
Kongō-ji.

- Kanshin-ji
- Kongō-ji

### Sites naturels
- Le mont Kongō
- Le mont Minami Katsuragi
- Le lac Teragaike
- Le jardin botanique préfectoral d’Osaka (大阪府立花の文化園 Osaka-furitsu Hanano-bunkaen)

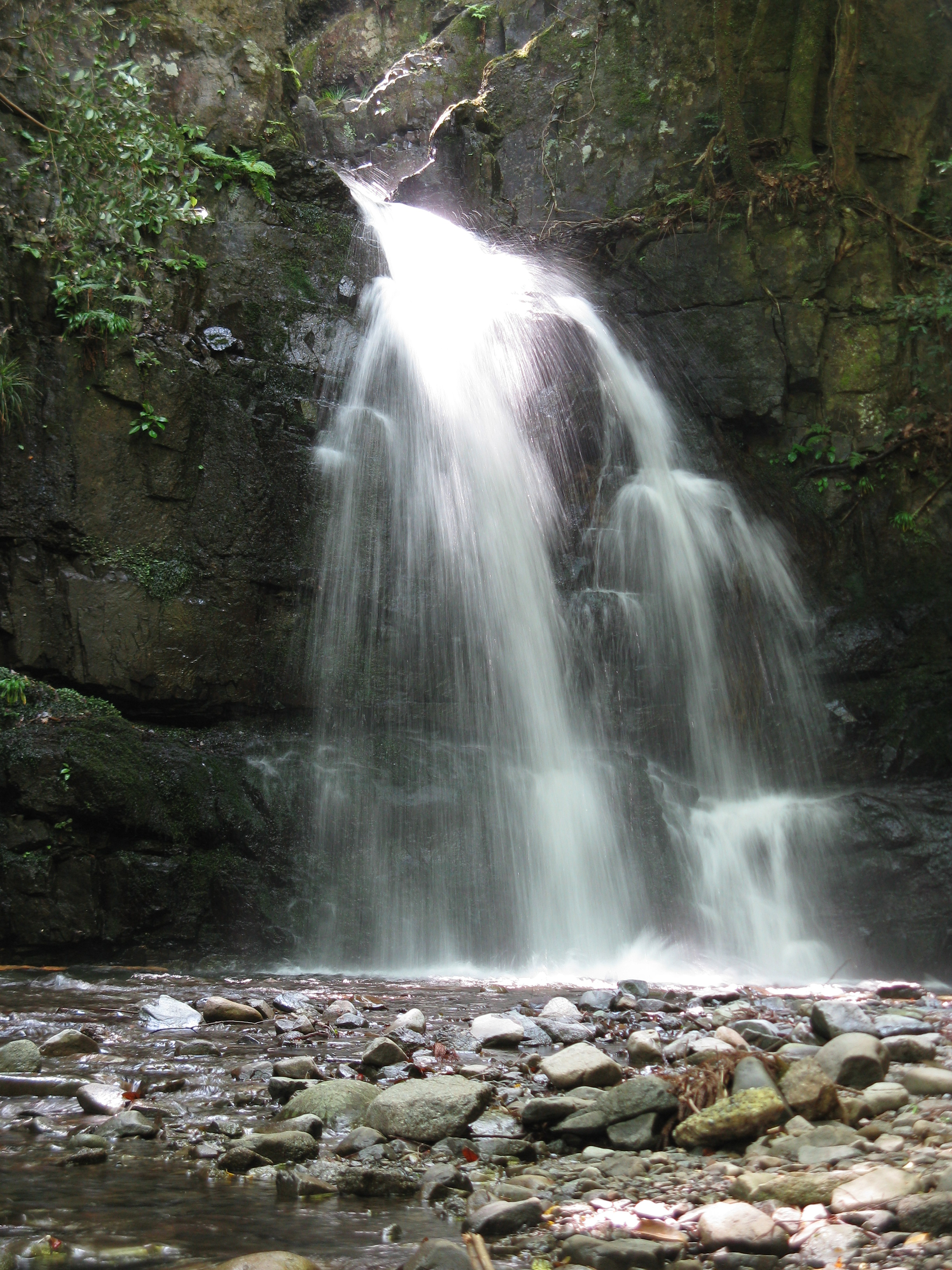
Takihata.

- Les chutes d'eau de Takihata

## Sports
Le Centre des sports cyclistes du Kansai (関西サイクルスポーツセンター) est situé à Kawachinagano.

## Transports
Kawachinagano est desservie par la ligne Kōya de la compagnie Nankai et la ligne Nagano de la compagnie Kintetsu. La gare de Kawachinagano est la principale gare de la ville.

## Jumelage
Kawachinagano est jumelée avec Carmel aux États-Unis.

## Personnalités nées à Kawachinagano
- Shinji Tanimura
- Asuka Hinoi
- Takuro Fujii
- Takeshi Konomi
- Daiki Niwa
- Chisato Miyade
- Nobuo Yamada